# Critérium du Dauphiné 2010
62. edycja wyścigu kolarskiego Critérium du Dauphiné odbyła się w dniach 6 – 13 czerwca 2010. Wyścig rozpoczął się w Évian-les-Bains, a zakończył w Sallanches. Trasa wyścigu liczyła 1076,8 kilometrów.

## Etapy
| Etap   | Trasa                                   | Dystans  | Typ    | Data       |
| ------ | --------------------------------------- | -------- | ------ | ---------- |
| Prolog | Évian-les-Bains                         | 6,8 km   | ITT    | 6 czerwca  |
| 1      | Évian-les-Bains – Saint-Laurent-du-Pont | 191 km   | płaski | 7 czerwca  |
| 2      | Annonay – Bourg-Saint-Andéol            | 177 km   | płaski | 8 czerwca  |
| 3      | Monteux – Sorgues                       | 49 km    | ITT    | 9 czerwca  |
| 4      | Saint-Paul-Trois-Châteaux – Risoul      | 210 km   | górski | 10 czerwca |
| 5      | Serre Chevalier – Grenoble              | 143,5 km | górski | 11 czerwca |
| 6      | Crolles – L’Alpe d’Huez                 | 151,5 km | górski | 12 czerwca |
| 7      | Allevard – Sallanches                   | 148 km   | górski | 13 czerwca |

## Wyniki etapów

### Prolog – 06.06:Évian-les-Bains, 6,8 km (ITT)
| Lp. | Zawodnik           | Zespół | Czas   |
| --- | ------------------ | ------ | ------ |
| 1   | Alberto Contador   | AST    | 8' 34" |
| 2   | Tejay van Garderen | THR    | +2"    |
| 3   | Janez Brajkovič    | RSH    | +5"    |

| Lp. | Zawodnik           | Zespół | Czas   |
| --- | ------------------ | ------ | ------ |
| 1   | Alberto Contador   | AST    | 8' 34" |
| 2   | Tejay van Garderen | THR    | +2"    |
| 3   | Janez Brajkovič    | RSH    | +5"    |

### Etap 1 – 07.06:Évian-les-Bains–Saint-Laurent-du-Pont, 191 km
| Lp. | Zawodnik       | Zespół | Czas       |
| --- | -------------- | ------ | ---------- |
| 1   | Grega Bole     | LAM    | 4h 47' 24" |
| 2   | Peter Velits   | THR    | +0"        |
| 3   | Geraint Thomas | SKY    | +0"        |

| Lp. | Zawodnik           | Zespół | Czas       |
| --- | ------------------ | ------ | ---------- |
| 1   | Alberto Contador   | AST    | 4h 55' 58" |
| 2   | Tejay van Garderen | THR    | +2"        |
| 3   | Janez Brajkovič    | RSH    | +5"        |

### Etap 2 – 08.06:Annonay–Bourg-Saint-Andéol, 177 km
| Lp. | Zawodnik        | Zespół | Czas       |
| --- | --------------- | ------ | ---------- |
| 1   | Juan José Haedo | SAX    | 4h 24' 10" |
| 2   | Martin Reimer   | CTT    | +0"        |
| 3   | Grega Bole      | LAM    | +0"        |

| Lp. | Zawodnik           | Zespół | Czas       |
| --- | ------------------ | ------ | ---------- |
| 1   | Alberto Contador   | AST    | 9h 20' 08" |
| 2   | Tejay van Garderen | THR    | +2"        |
| 3   | Janez Brajkovič    | RSH    | +5"        |

### Etap 3 – 09.06:Monteux–Sorgues, 49 km (ITT)
| Lp. | Zawodnik             | Zespół | Czas       |
| --- | -------------------- | ------ | ---------- |
| 1   | Janez Brajkovič      | RSH    | 1h 01' 51" |
| 2   | David Millar         | GRM    | +27"       |
| 3   | Edvald Boasson Hagen | SKY    | +44"       |

| Lp. | Zawodnik           | Zespół | Czas        |
| --- | ------------------ | ------ | ----------- |
| 1   | Janez Brajkovič    | RSH    | 10h 22' 04" |
| 2   | David Millar       | GRM    | +37"        |
| 3   | Tejay van Garderen | THR    | +51"        |

### Etap 4 – 10.06:Saint-Paul-Trois-Châteaux–Risoul, 210 km
| Lp. | Zawodnik        | Zespół | Czas       |
| --- | --------------- | ------ | ---------- |
| 1   | Nicolas Vogondy | BTL    | 6h 03' 25" |
| 2   | Romain Sicard   | EUS    | +12"       |
| 3   | Janez Brajkovič | RSH    | +15"       |

| Lp. | Zawodnik           | Zespół | Czas        |
| --- | ------------------ | ------ | ----------- |
| 1   | Janez Brajkovič    | RSH    | 16h 25' 44" |
| 2   | Tejay van Garderen | THR    | +1' 15"     |
| 3   | Alberto Contador   | AST    | +1' 41"     |

### Etap 5 – 11.06:Serre Chevalier–Grenoble, 143,5 km
| Lp. | Zawodnik       | Zespół | Czas       |
| --- | -------------- | ------ | ---------- |
| 1   | Daniel Navarro | AST    | 3h 26' 16" |
| 2   | Eros Capecchi  | FOT    | +34"       |
| 3   | Thibaut Pinot  | FDJ    | +34"       |

| Lp. | Zawodnik           | Zespół | Czas       |
| --- | ------------------ | ------ | ---------- |
| 1   | Janez Brajkovič    | RSH    | 19h 55'04" |
| 2   | Tejay van Garderen | THR    | +1' 15"    |
| 3   | Alberto Contador   | AST    | +1' 41"    |

### Etap 6 – 12.06:Crolles–L’Alpe d’Huez, 151,5 km
| Lp. | Zawodnik         | Zespół | Czas       |
| --- | ---------------- | ------ | ---------- |
| 1   | Alberto Contador | AST    | 4h 31' 01" |
| 2   | Janez Brajkovič  | RSH    | +0"        |
| 3   | Sylwester Szmyd  | LIQ    | +17"       |

| Lp. | Zawodnik           | Zespół | Czas       |
| --- | ------------------ | ------ | ---------- |
| 1   | Janez Brajkovič    | RSH    | 24h 26'05" |
| 2   | Alberto Contador   | AST    | +1' 41"    |
| 3   | Tejay van Garderen | THR    | +2' 41"    |

### Etap 7 – 13.06:Allevard–Sallanches, 148 km
| Lp. | Zawodnik             | Zespół | Czas       |
| --- | -------------------- | ------ | ---------- |
| 1   | Edvald Boasson Hagen | SKY    | 3h 39' 43" |
| 2   | Arkaitz Durán        | FOT    | +27"       |
| 3   | Egor Silin           | KAT    | +32"       |

| Lp. | Zawodnik           | Zespół | Czas        |
| --- | ------------------ | ------ | ----------- |
| 1   | Janez Brajkovič    | RSH    | 28h 06' 28" |
| 2   | Alberto Contador   | AST    | +1' 41"     |
| 3   | Tejay van Garderen | THR    | +2' 41"     |

## Końcowa klasyfikacja generalna (top 10)
| Lp. | Zawodnik              | Zespół | Czas       |
| --- | --------------------- | ------ | ---------- |
| 1   | Janez Brajkovič       | RSH    | 28h 06'28" |
| 2   | Alberto Contador      | AST    | +1' 41"    |
| 3   | Tejay van Garderen    | THR    | +2' 41"    |
| 4   | Jurgen Van den Broeck | OLO    | +3' 46"    |
| 5   | Jérôme Coppel         | SAU    | +4' 17"    |
| 6   | Nicolas Vogondy       | BTL    | +4' 23"    |
| 7   | Christophe Riblon     | ALM    | +4' 23"    |
| 8   | Pierre Rolland        | BTL    | +6' 16"    |
| 9   | Chris Horner          | RSH    | +6' 20"    |
| 10  | Sylwester Szmyd       | LIQ    | +6' 57"    |

## Liderzy wyścigu
| Etap                 | Zwycięzca            | Klasyfikacja generalna | Klasyfikacja górska | Klasyfikacja punktowa | Klasyfikacja drużynowa |
| -------------------- | -------------------- | ---------------------- | ------------------- | --------------------- | ---------------------- |
| P                    | Alberto Contador     | Alberto Contador       | Alberto Contador    | Alberto Contador      | Team HTC-Columbia      |
| 1                    | Grega Bole           | Alberto Contador       | Mathieu Ladagnous   | Geraint Thomas        | Quick Step             |
| 2                    | Juan José Haedo      | Alberto Contador       | Bram Tankink        | Grega Bole            | Quick Step             |
| 3                    | Janez Brajkovič      | Janez Brajkovič        | Bram Tankink        | Geraint Thomas        | Team HTC-Columbia      |
| 4                    | Nicolas Vogondy      | Janez Brajkovič        | Bram Tankink        | Janez Brajkovič       | Team Katusha           |
| 5                    | Daniel Navarro       | Janez Brajkovič        | Eros Capecchi       | Geraint Thomas        | Team Astana            |
| 6                    | Alberto Contador     | Janez Brajkovič        | Egoi Martínez       | Janez Brajkovič       | Euskaltel-Euskadi      |
| 7                    | Edvald Boasson Hagen | Janez Brajkovič        | Egoi Martínez       | Alberto Contador      | Euskaltel-Euskadi      |
| Klasyfikacja końcowa | Klasyfikacja końcowa | Janez Brajkovič        | Egoi Martínez       | Alberto Contador      | Euskaltel-Euskadi      |